# (541094) 2018 RX4
(541094) 2018 RX4 es un asteroide que forma parte del cinturón interior de asteroides descubierto el 11 de mayo de 2004 por el equipo del Siding Spring Survey desde el Observatorio de Siding Spring, Nueva Gales del Sur, Australia.

## Designación y nombre
Designado provisionalmente como 2018 RX4.

## Características orbitales
2018 RX4 está situado a una distancia media del Sol de 1,926 ua, pudiendo alejarse hasta 2,027 ua y acercarse hasta 1,825 ua. Su excentricidad es 0,052 y la inclinación orbital 18,11 grados. Emplea 976,680 días en completar una órbita alrededor del Sol.

## Características físicas
La magnitud absoluta de 2018 RX4 es 17,5. 